# Dohrniphora hamartia
Dohrniphora hamartia är en tvåvingeart som beskrevs av Brown och Giar-Ann Kung 2007. Dohrniphora hamartia ingår i släktet Dohrniphora och familjen puckelflugor. Inga underarter finns listade i Catalogue of Life.